# René Préjelan
René Eugène Paul Ferret dit René Préjelan, né le 12 octobre 1877 à Perpignan et mort le 24 mars 1968 à Neuilly-sur-Seine, est un peintre, dessinateur et illustrateur français.

## Biographie
René Préjelan est le fils d'[Antoine Auguste Eugène Ferret et de Lucie Hélène Stéphanie Sebroë. Il se marie le 25 février 1903 dans le 17e arrondissement de Paris avec Anna Martinet. L'homme de lettres Henry de Gorsse est témoin de son mariage. Le peintre Antonio de La Gandara réalise le portrait de la mariée.
René Préjelan est d'une grande taille, surtout pour son époque, car il mesure 1,88 mètre. Cette particularité peut se remarquer sur la photo sur laquelle il est décoré de la Légion d'honneur à titre militaire par un officier nettement plus petit que lui. Il poursuit ses études dans un lycée de Dijon puis les abandonne pour suivre à Paris une jeune ballerine. Grâce à Joseph-Arthème Fayard qui vient de prendre la direction l'hebdomadaire satirique La Caricature, il devient illustrateur de nombreux périodiques.
En 1914 il est mobilisé comme soldat de 2e classe dans la réserve territoriale, mais, sur sa demande, il est incorporé dans l'aviation et termine la guerre comme lieutenant. Dans le tableau d'honneur de l'aéronautique militaire il est précisé que René Préjelan, « sous-lieutenant au 81 e régiment d'artillerie lourde, détaché à l'aéronautique, est un observateur d'armée, spécialisé dans les reconnaissances lointaines et périlleuses qu'il mène toujours à bonne fin grâce à ses qualités de coup d'œil, bravoure et sang froid (3 citations) ».
En 1935 il est nommé Peintre de l'Air et de l'Espace.
Le 22 février 1943 il se remarie avec Andrée Irène Colette Durbec à Neuilly-sur-Seine

## Œuvres

### Illustrations de revues
Il publie ses œuvres dans divers périodiques parisiens

### Illustrations de livres
Il publie également quelques ouvrages dont il réalise les illustrations. On peut citer :
- Souvenirs d'un fusil de chasse, Paris, Revue Adam, 1949, 264 p. (lire en ligne).
- Tableaux de chasse, Paris, Revue Adam, 1952, 251 p. (lire en ligne).
- L'aviation en Macédoine, Paris, RDevambez, 1917, 251 p.[7].
- La légende de Béguinette, Paris, H. Simonis Empis, 1903.
- L'amour en dentelles (préf. Willy), Paris, H. Simonis Empis, 1903.

## Décorations
- Croix de guerre 1914-1918
- Officier de la Légion d'honneur (1925)[8] ; chevalier à titre militaire (12 juillet 1917) et officier à titre civil (31 juillet 1925)
- chevalier de l'ordre de l'Aigle blanc (Serbie) (royaume de Serbie).